# 2600 Лумме
2600 Лумме (2600 Lumme) — астероїд головного поясу, відкритий 9 листопада 1980 року.
Тіссеранів параметр щодо Юпітера — 3,211.